# دیوید گریگوری (بازیکن فوتبال، زاده ۱۹۹۴)
دیوید گریگوری (انگلیسی: David Gregory؛ زادهٔ ۱ اکتبر ۱۹۹۴) بازیکن فوتبال اهل بریتانیا است.
از باشگاه‌هایی که در آن بازی کرده‌است می‌توان به باشگاه فوتبال کریستال پالاس اشاره کرد.